# Rapdalus
Rapdalus is een geslacht van vlinders uit de familie van de houtboorders (Cossidae). De wetenschappelijke naam en de beschrijving van dit geslacht werden voor het eerst in 1990 gepubliceerd door Pim Schoorl.
De soorten van dit geslacht komen voor in het Oriëntaals gebied.

## Soorten
- Rapdalus albicolor Yakovlev, 2006
- Rapdalus kapuri (Arora, 1976)
- Rapdalus pardicolor (Moore, 1879)